# Winter-Universiade 2013/Teilnehmer (Georgien)
| Gelbes Symbol für Goldmedaillen mit stilisierten Olympischen Ringen | Graues Symbol für Silbermedaillen mit stilisierten Olympischen Ringen | Braundes Symbol für Bronzemedaillen mit stilisierten Olympischen Ringen |
| ------------------------------------------------------------------- | --------------------------------------------------------------------- | ----------------------------------------------------------------------- |
| —                                                                   | —                                                                     | —                                                                       |

Georgien nahm an der Winter-Universiade 2013 im Trentino mit zwei Athleten teil.

## Teilnehmer nach Sportarten

### Freestyle-Skiing
- Alex Beniaidze

### Ski Alpin
- Guram Vashakmadze